# Jaroslav Kučera (malíř)
Jaroslav Kučera, též Jaroslav Kučera "Jaro" (16. září 1885 Bystřice pod Hostýnem - 27. června 1950 Hranice), byl český malíř, textilní výtvarník, pedagog a gobelínář.

## Život
Jaroslav Kučera se narodil v Bystřici pod Hostýnem v rodině stolaře Josefa Kučery a jeho ženy Marie rodem Vaňhová z Fryštáku. Následně studoval na učitelském ústavu v Příboře a později se odebral do Prahy, kde se školil na Uměleckopůmyslové škole. Později odešel do Paříže, kde studoval tkaní gobelínů.
Po návratu do vlasti vyučoval na několika školách, načež v letech 1922–1925 vedl gobelínovou školu ve Valašském Meziříčí. Zemřel v Hranicích koncem měsíce června roku 1950.
Jaroslav Kučera byl dlouholetým přítelem malíře Bohumíra Jaroňka a občas spolu také malovali.

## Galerie

Napasené – domů, pastel 1936
Partie ze Štramberku, kombinovaná technika na kartonu 1909
Trosky, olej na plátně
Zátiší se džbánem, olej na plátně
Artista v lahvi, olej na plátně
Večer pod Kyčerou, pastel
Jarní večer - Valašsko, pastel
Podzim na Valašsku, pastel
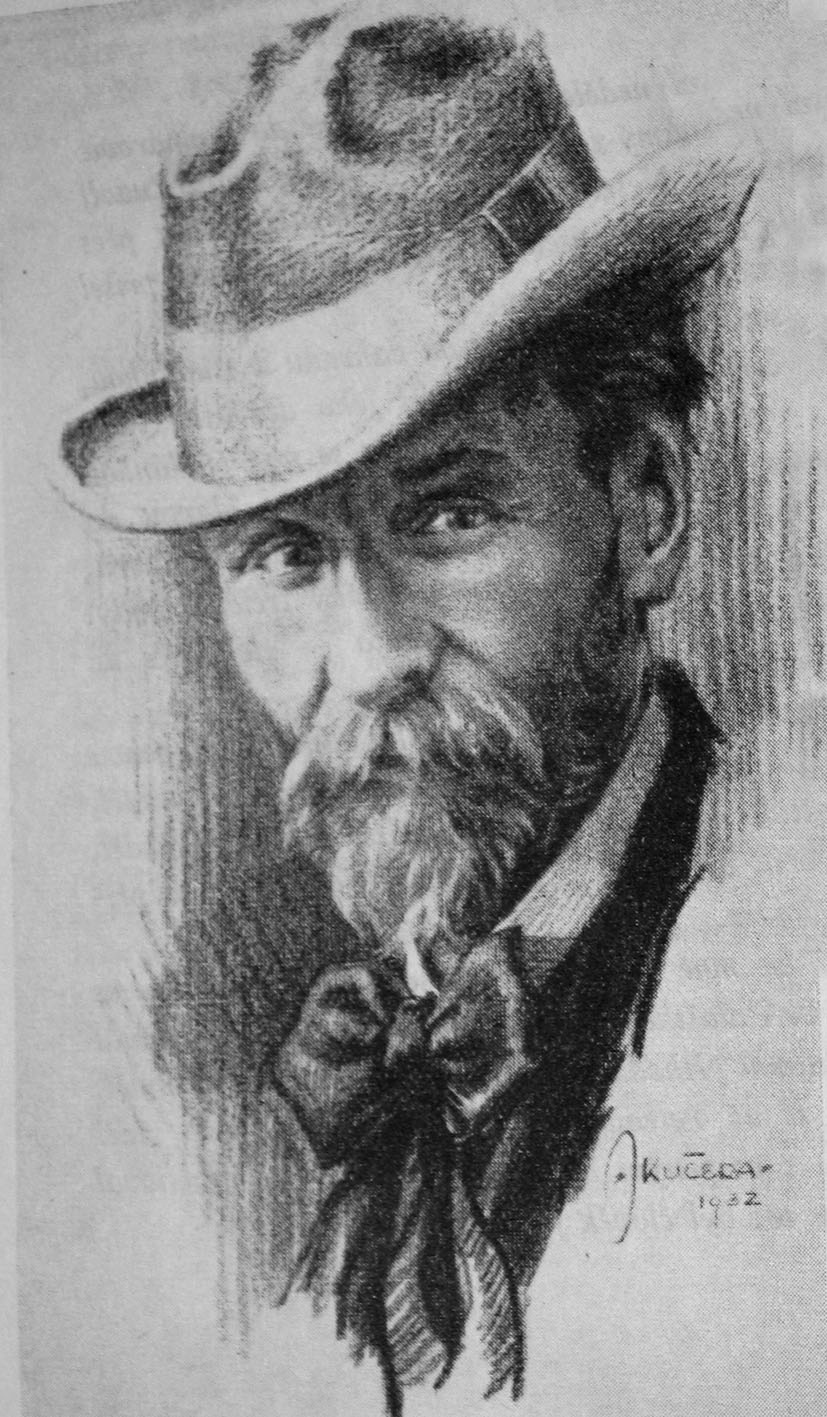
Portrét malíře Rudolfa Schlattauera, kresba tužkou 1932
Bárky na vodě, akvarel
Chalupa, akvarel
Přístavní město, akvarel, pastel, uhel na papíře 1912